# Caldereta

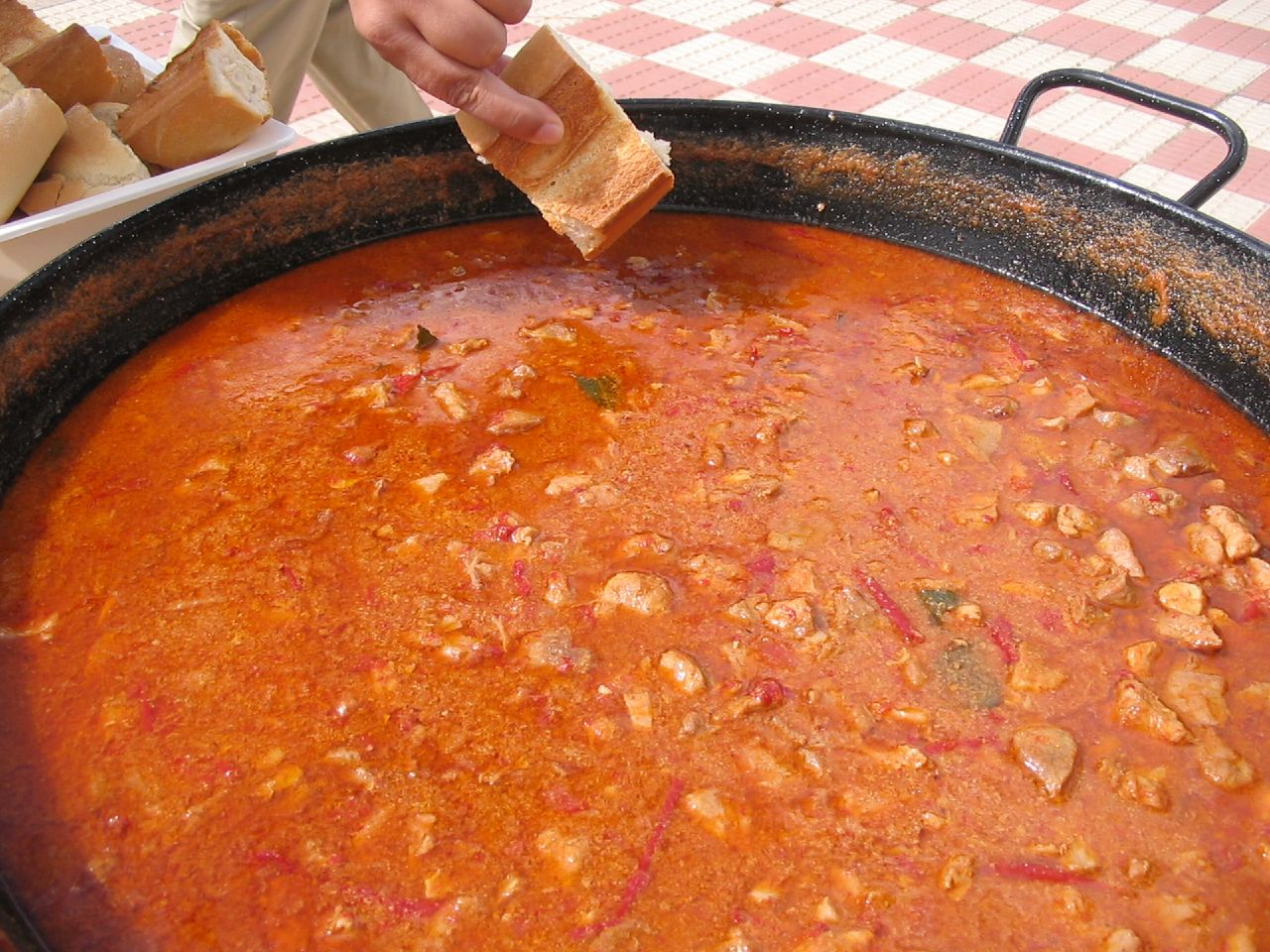
Caldereta em Ciudad Real.

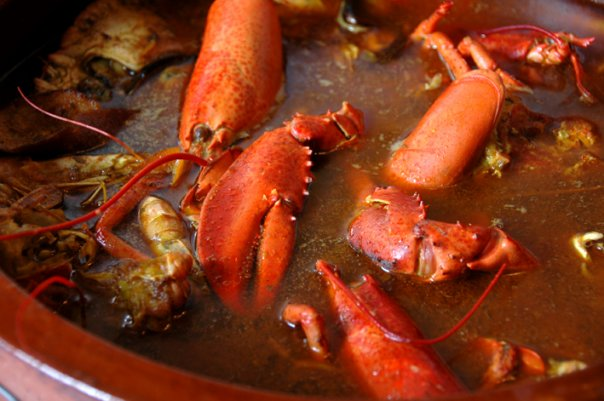
Caldereta de lagosta, me Menorca.

Caldereta (lit: caldeirada ou caldeirinha, pequena caldeira) é um tipo de de guisado em Espanha nos quais carne ou peixe, juntamente com vegetais, que são cozinhados em água, azeite e, por vezes vinho. Batata, cebola, alho, tomate e pimento são também ingredientes quase sempre presentes. Em muitos casos são semelhantes a muitos dos ensopados ou caldeiradas em Portugal.
No passado a caldereta era encarada como prato "de pobre", pela sua simplicidade. Tal como muitos dos ensopados em Portugal, também é comum que as calderetas sejam servidas com grandes pedaços de pão. O seu nome tem origem no facto de que antigamente era cozinhado em grandes caldeiras ou caldeirões. Era um prato muito usado em festividades populares; nessas ocasiões era preparado ao ar livre. Esse costume ainda perdura em muitos locais.
A caldereta apresenta várias variantes, principalmente conforme o local. As mais conhecidas são a asturiana (das Astúrias) e a manchega (de Castela-Mancha), respetivamente de peixe e/ou marisco e de borrego, mas são também famosas, por exemplo, as calderetas estremenhas, as de Alcañiz e as de Soria, onde se celebra inclusive o Domingo de Calderetas. Noutras regiões também se encontram calderetas de touro, novilho, javali, coelho, etc.
Caldereta ou kaldereta é também o nome de um prato famoso da culinária filipina, cuja origem está provavelmente ligada à caldereta espanhola.